# Санжейка
Санже́йка (укр. Санжійка) — село в Овидиопольском районе Одесской области Украины. Население курорта — 791 человек.

## История
В 1792 году на берегу Чёрного моря рядом с опасным для кораблей местом, где соединяются подводные течения из пролива Босфор и Керченского пролива был основан военный пункт Санджак, состоявший из сторожевой башни и землянки, где размещались несшие службу солдаты. Для предупреждения кораблей на башне днём вывешивались морские флаги, а ночью — фонари. В 1921 году был основан Санжейский маяк, старое здание построено в 1956 году. В районе маяка нередки обрушения берега, в связи с этим в конце 2010 года новое здание маяка перенесли дальше от береговой линии, подошедшей к маяку слишком близко.

## Фотографии
- Санжейский маяк. Вид с востока
- Дома у побережья
- Побережье